# 唐叔贤
唐叔贤（1942年4月21日—），材料表面科学与技术专家。生于香港，原籍上海。1964年毕业于香港大学理学院，1969年获加州大学博士学位，2001年当选为中国科学院院士。历任香港城市大学讲座教授、副校长（学术）、香港大学物理系系主任及讲座教授及海外多所大学客座、讲座教授。现为香港中文大学（深圳）校长讲座教授、研究生院院长。